# A32高速公路 (義大利)
A32高速公路（義大利語：Autostrada A32），又稱弗雷瑞斯高速公路（Autostrada del Frejus），是義大利一條高速公路，由皮德蒙大區首府都靈，經巴多內基亞和弗雷瑞斯山口，通往法國。全長72.4公里。
1980年7月開工，1983年開始分段通車。由於地勢關係，其中19公里路段是高架橋、另外18公里屬隧道。全段屬歐洲E70公路的一部份。